# Pristimantis citriogaster
Pristimantis citriogaster är en groddjursart som först beskrevs av William Edward Duellman 1992.  Pristimantis citriogaster ingår i släktet Pristimantis och familjen Strabomantidae. IUCN kategoriserar arten globalt som otillräckligt studerad. Inga underarter finns listade i Catalogue of Life.